# Mahamadou Doucouré
Pour les articles homonymes, voir Doucouré.
Mahamadou Doucouré, né le 22 mai 2000 à Montreuil (France), est un footballeur international malien évoluant au poste d'avant-centre au FC Villefranche Beaujolais.

## Biographie

### En club
Il fait ses débuts en Ligue 1 le 9 mai 2021, lors d'un déplacement sur la pelouse du FC Metz (victoire 0-3).

### En équipe nationale
Il reçoit sa première sélection en équipe du Mali le 1er septembre 2021, contre le Rwanda. Ce match gagné 1-0 rentre dans le cadre des éliminatoires du mondial 2022. Doucouré joue 25 minutes lors de cette rencontre.

## Statistiques

### Statistiques détaillées
| Saison                | Club                  | Championnat           | Championnat | Championnat | Championnat | Coupe(s) nationale(s) | Coupe(s) nationale(s) | Coupe(s) nationale(s) | Mali | Mali | Mali | Total | Total | Total |
| Saison                | Club                  | Division              | M.          | B.          | P.d.        | M.                    | B.                    | P.d.                  | M.   | B.   | P.d. | M.    | B.    | P.d.  |
| 2020-2021             | Nîmes Olympique       | Ligue 1               | 3           | 0           | 0           | 1                     | 0                     | 0                     | -    | -    | -    | 4     | 0     | 0     |
| 2021-2022             | Nîmes Olympique       | Ligue 2               | 12          | 0           | 0           | 2                     | 1                     | 0                     | 1    | 0    | 0    | 15    | 1     | 0     |
| 2022-2023             | Nîmes Olympique       | Ligue 2               | 3           | 0           | 1           | 1                     | 0                     | 0                     | 0    | 0    | 0    | 4     | 0     | 1     |
| 2023-2024             | Nîmes Olympique       | National              | 20          | 2           | 0           | 3                     | 0                     | 0                     | 0    | 0    | 0    | 23    | 2     | 0     |
| Total sur la carrière | Total sur la carrière | Total sur la carrière | 38          | 2           | 1           | 7                     | 1                     | 0                     | 1    | 0    | 0    | 46    | 3     | 1     |